# قانون العرض

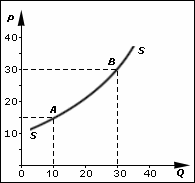

قانون العرض هو مبدأ أساسي للنظرية الاقتصادية ينص على أنه تؤدي الزيادة في السعر إلى زيادة الكمية المعروضة مع الحفاظ على ثبات العوامل الأخرى. بمعنى آخر، هناك علاقة مباشرة بين السعر والكمية: تستجيب الكميات في نفس اتجاه تغيرات الأسعار. وهذا يعني أن المنتجين على استعداد لتقديم المزيد من المنتجات للبيع في السوق بأسعار أعلى من خلال زيادة الإنتاج كوسيلة لزيادة الأرباح.
باختصار، قانون العرض هو علاقة إيجابية بين الكمية المعروضة والسعر وهو سبب الانحدار التصاعدي لمنحنى العرض.

## التعريف الرياضي
بعبارات غير قابلة للتمييز، يمكن التعبير عن قانون العرض على النحو التالي: 
{\displaystyle (p-p')(y-y')\geq 0}
حيث y هو المبلغ الذي سيتم توفيره عند بعض السعر p ، و y ' هو المبلغ الذي سيتم توفيره عند سعر آخر p' . هكذا على سبيل المثال إذا p > p ' ثم y > y'.